# Luis Antonio Hierro López
Luis Antonio Hierro López (Montevideo, 6 de gener de 1947) és un polític uruguaià, que va ser vicepresident del seu país entre 2000 i 2005, durant la presidència de Jorge Batlle Ibáñez.

## Biografia
Va néixer a Montevideo, fill del polític i escriptor Luis Hierro Gambardella. Es va graduar en Història i va exercir el càrrec de professor d'història en Ensenyament Secundari.
Com a integrant del Partit Colorado, el 1984 va ser elegit diputat i va ser reelegit el 1989. Entre 1989 i 1990 va ser president de la Cambra de Representants. El 1994 va passar a ser elegit senador i va accedir a la banca el 1995.
El 1998 va ocupar durant alguns mesos el Ministeri de l'Interior. Aquell mateix any, va ser elegit precandidat presidencial pel Fòrum Batllista per a les eleccions internes a celebrar-se l'abril de 1999, però hi va ser derrotat per Jorge Batlle, de la Llista 15. Durant les eleccions presidencials d'aquell any, va ser elegit vicepresident de la República.
Va ocupar, per tant, la vicepresidència entre l'1 de març de 2000 i el 28 de febrer de 2005. Actualment és prosecretari general del Partit Colorado.